# Furia selvaggia - Billy Kid
Furia selvaggia - Billy Kid (The Left Handed Gun), distribuito anche col titolo Billy Kid - Il leggendario mancino del West, è un film del 1958 diretto da Arthur Penn.
È un western con Paul Newman nella parte di Billy the Kid e John Dehner in quella dello sceriffo Pat Garrett, amico/nemico giurato di Billy e che lo porterà giovanissimo alla tomba. Il titolo inglese del film, The Left Handed Gun, fa riferimento all'errata credenza che Billy the Kid fosse mancino, dovuta a una foto in cui l'immagine era invertita.

## Trama
William Bonney, detto Billy the Kid, arriva esausto dalla lontana El Paso nella terra del signor Tunstall, allevatore inglese da poco installatosi in America. Questi lo accoglie con umanità e lo assolda come cow-boy. La fama di Billy l'ha preceduto: dopo aver ucciso un uomo col coltello a soli 11 anni, perché aveva molestato la madre, era diventato uno sbandato. Ma Tunstall non si lascia impressionare e rimane cordiale col ragazzo. Tra i due nasce anche una certa amicizia: l'allevatore inglese, lettore della Bibbia, arriva a spiegarne dei brani a Billy e a prestargli la sua copia del libro. Ma un corrotto uomo d'affari, con la complicità dello sceriffo, decide di far fuori Tunstall, suo rivale in affari. E un giorno, mentre questi cavalca solitario, lo fa uccidere. Billy accorre, ma riesce solo a vedere gli assassini che scappano.
Profondamente turbato per la morte dell'uomo, Billy si propone di vendicarlo. Il pastore protestante cerca di dissuaderlo; e gli promette un nuovo lavoro. ma Billy ha deciso. Dopo il funerale di Tunstall, Billy è insolitamente allegro. Scopriamo presto perché: indagando e ascoltando le voci di paese, è riuscito a sapere i nomi degli assassini del suo padrone. Sono lo sceriffo Brady, Morton, Moon e Hill. Lo dice agli amici Tom e Charlie, anch'essi cowboy di Tunstall, chiedendo aiuto per la vendetta. L'ultimo è intimorito all'idea di mettersi contro uno sceriffo, ma il primo ci sta. I due affrontano Brady e Moultrie poco dopo: Billy li fredda con grande rapidità. Inseguiti dagli uomini del paese che li vogliono linciare, i due scappano, mentre la casa dove si erano rifugiati viene incendiata.
Billy rimane ustionato al braccio e si fa portare da Tom in una cittadina distante presso Saval, un suo amico fabbro che lo prende in cura. Dopo un po' li raggiunge anche Charlie, che ha deciso di unirsi agli amici. Lì i tre si sistemano e vivono per un po' di tempo in allegria. Tra Billy e Celsa, la giovane moglie di Saval, nasce qualcosa. Un'amnistia governativa dà anche loro la serenità che cercavano. Billy diventa amico di Pat Garrett, un pistolero che ha messo la testa a posto e che intende sposarsi e stabilirsi in quella cittadina. Ma dopo un po' Billy non riesce più a stare fermo; e si riaccende in lui il desiderio di completare la vendetta. Assieme ai due amici, torna alla città di prima: l'obiettivo è il vice-sceriffo Moon. Lo attirano in una trappola; lo spaventano. Stanno anche per rinunciare all'omicidio, avendolo visto terrorizzato; ma Charlie, nervoso, gli spara e lo uccide.
L'ultimo bersaglio rimasto, Hill, impaurito va da Garrett e lo implora di accettare l'incarico di sceriffo, per fermare Billy. Questi rifiuta; ma quando Billy e gli amici intervengono al ricevimento del suo matrimonio, e scatenano una sparatoria, in cui rimane ucciso Hill, cambia la sua decisione: accetta il mandato di sceriffo e si dà alla caccia al killer. Con l'aiuto di alcuni uomini, Garrett circonda la casetta in cui Billy, Charlie e Tom si erano rifugiati. I due giovani restano uccisi nella sparatoria; e Billy si arrende. Il giovane viene processato e condannato a morte. Garrett, con sua stessa sorpresa, si scopre amareggiato per la sentenza: dopotutto, Billy era stato suo amico.
Ma Billy riesce a scappare dalla prigione in cui era rinchiuso in attesa dell'esecuzione; e va a cercare aiuto dall'amico Saval. La fuga però non gli porta la libertà sognata: i fantasmi del passato lo inseguono; la perdita dei suoi due amici e la solitudine lo tormentano. La violenza fatta e ricevuta inizia a pesare sulla sua coscienza. Celsa teme che lui sia venuto per uccidere Saval e prenderla con sé; e lo rifiuta platealmente (lasciando così intendere al marito che tra lei e Billy c'era stato qualcosa): un altro colpo per Billy. Alla fine, quando arriva Garrett, che aveva intuito dove si sarebbe diretto Billy, questi decide di farsi uccidere. Finge di voler sparare allo sceriffo, ma senza avere la pistola in mano, né nella fondina. E Garrett, naturalmente, lo colpisce a morte. Amareggiato per come è andata, lo sceriffo torna a casa con la moglie.

## Produzione
Il film fu prodotto da Fred Coe per la Haroll Productions e la Warner Bros.
Si tratta del primo film di Arthur Penn nelle vesti di regista. La sceneggiatura, scritta da Leslie Stevens, è tratta da un dramma per la televisione di Gore Vidal, nel quale era stato lo stesso Paul Newman a interpretare la parte di Billy the Kid.

## Distribuzione
Distribuito dalla Warner Bros. Pictures

### Date di uscita
- USA 7 maggio 1958 (New York City, New York)
- Francia 26 settembre 1958
- Germania Ovest 5 dicembre 1958
- Finlandia 12 dicembre 1958
- Svezia 19 aprile 1960
- Danimarca 1º maggio 1961
- Turchia ottobre 1961
- Germania 9 febbraio 2007 (Berlin International Film Festival)
- Francia 30 aprile 2008 (riedizione)